# Лисовский, Валериан Яковлевич
 Валериан Яковлевич Лисовский  (15 октября 1852, Тульская губерния — 2 января 1906, Пенза) — русский генерал-лейтенант (6 декабря 1904).

## Биография
Родился 15 октября 1852 года, происходил из потомственных дворян Тульской губернии. Военное образование получил в 1-м военном Павловском училище, из которого 11 августа 1871 был выпущен прапорщиком в 19-ю артиллерийскую бригаду, а в 1878 году окончил курс Николаевской академии генерального штаба (по 2-му разряду).
В 1878 году обер-офицер для поручении при штабе действующего Кавказского корпуса на Кавказско-турецкой границе; и.д штаб-офицера Саганлугского отряда, обер-офицер для поручении при штабе Карсского отряда, с 16 января 1879 - старший адъютант штаба 21-й пехотной дивизии. В 1879 году обер-офицер для поручении при штабе Ахаль-техинского отряда, с 25 января 1880 - старший адъютант 19-го армейского корпуса, в 1882 году штаб-офицер для поручении при штабе Кавказского военного округа, в 1890 году во время боксерского восстания в Китае находился в составе войск действовавших в Маньчжурии.
С 1 апреля 1896 - командир 14-го гренадерского Грузинского полка, с 25 января 1898 - начальник штаба Кавказского армейского корпуса, с 24 марта 1899 окружной генерал Квартирмейстер штаба Кавказского военного округа. С 22 мая 1902 - начальник 2-й Туркестанской резервной бригады, с 1 июня 1904 командующий 78-й пехотной дивизии. 6 декабря 1904 утвержден в должности начальника дивизии. Убит террористом 2 января 1906 года в Пензе.
Имел дочь.